# 乙基叔戊基醚
乙基叔戊基醚（TAEE）是一种有机化合物，化学式为C7H16O，它是一种汽油添加剂，用于汽油供氧。
它可由2-甲基-2-丁烯和乙醇的酸催化加成反应制得。